# Pamunkey River
Il Pamunkey River è un affluente dello York River, e scorre per una lunghezza di 145 chilometri. Si snoda nell'est della Virginia negli Stati Uniti. Attraverso il fiume York, è parte del bacino della Chesapeake Bay.

## Corso
Il Pamunkey River è formato dalla confluenza del North Anna River  e del South Anna River ai margini delle contee di Hanover e Caroline, circa 8 chilometri a nor-est della città di Ashland. Esso scorre verso sud-est passando per la  Pamunkey Indian Reservation fino alla città di West Point, dove incontra il Mattaponi River dando vita al York River. Il corso del fiume è usato per definire i confini delle contee di  Caroline e King William e i confini nord delle contee di Hanover e New Kent.

## Varianti di nome
Il nome attuale risale al 1892. In precedenza ha avuto diversi nomi sotto indicati:
- Pamauncke River
- Pamoeoncock River
- Pamunky River
- Pemaeoncock
- Yough-ta-mund
- Youghtanund